# Jean-Marie de Grimaldi
Pour les articles homonymes, voir Grimaldi (homonymie).
Ne doit pas être confondu avec Jean Grimaldi.
Jean-Marie de Grimaldi, dit Juan Grimaldi en espagnol, né à Avignon le 2 avril 1796 et mort à Paris le 4 février 1872, est un metteur en scène, directeur de théâtre, homme politique et entrepreneur français.
Il gère le Teatro Español de Madrid à partir de 1825, avant de devenir une personnalité politique et un acteur du monde des affaires en France sous le Second Empire de Napoléon III.

## Biographie
Né Jean-Marie Grimal, il est d'abord connu sous le nom de Jean-Marie Grimaldi (sans la particule). Considéré comme une personnalité majeure du théâtre espagnol du XIXe siècle, il réside en Espagne sous le nom de Juan Grimaldi dans les années 1820 et 1830. Il arrive en Espagne en 1823, avec les troupes de Louis de France lors de l'Expédition d'Espagne, envoyées par la France pour étouffer le Triennat libéral. Il s'installe à Madrid où il est choisi pour diriger les deux principaux théâtres de Madrid : le Teatro del Principe (actuel Teatro Español) et le Teatro de la Cruz. Il réinvente la scène théâtrale avec des innovations scéniques et met en lumière les acteurs Teodora Lamadrid, Julián Romea et Matilde Díez. Il promeut les nouveaux talents tels que Mariano José de Larra.
Habitué du Parnasillo, le club littéraire du Café del Principe, il s'implique en politique en tant que partisan des initiatives progressiste de la Regente Marie-Christine et du Premier ministre Ramón María Narváez.
Il quitte l'Espagne en 1836 et revient en France où son patronyme prend la particule : Jean-Marie de Grimaldi. Il réside à Paris, en tant que Consul Général d'Espagne par le Premier ministre Narváez.
Sous le Second Empire, il entre en politique en Franche-Comté, élu conseiller général du Jura (1852-1871) - il préside le Conseil général du Jura pendant deux ans. Il est également, durant cette période, le maire de la commune de Salins-les-Bains, dont il modernise les célèbres Salines de 1853 à 1855 sur un terrain qu'il acquiert en 1843 pour le compte d'Isabelle II, reine d'Espagne. Le site, pionnier du thermalisme, est aujourd'hui classé au patrimoine mondial de l'UNESCO.
Jean-Marie de Grimaldi décède à Paris le 4 février 1872.

## Distinctions officielles
- Chevalier de la Légion d'honneur
- Officier de l'ordre d'Isabelle la Catholique

## Postérité
- Sous le nom de Juan Grimaldi, il est mentionné dans des romans de Benito Pérez Galdós et Antonio Buero Vallejo.
- Une médaille officielle[11] est gravée à son nom par Louis Marley sous le Second Empire[12].